# Fox Farm
Fox Farm è un film del 1922, diretto da Guy Newall, basato sul romanzo omonimo di Warwick Deeping del 1911.

## Trama
"La durata della vita umana non è che un punto, e la sostanza è un flusso, e nebulose ne sono le percezioni": questo passo dell'imperatore stoico Marco Aurelio leggeva Ann Wetherell a Jesse Falconer, cieco, davanti al focolare.
Prima di ciò, Jesse gestiva la propria fattoria, Fox Farm, in malo modo, secondo la moglie Kate – all'interno di un matrimonio decisamente infelice -, che lo accusava di essere un incapace e un inguaribile fatalista. I vicini dei Falconer erano i Wetherell: Sam, il capostipite, era un pittoresco figuro, dotato di tagliente sarcasmo e non alieno alla violenza, che non mancava di trattare a cinghiate il figlio Slim. Ann era la sua primogenita.
Un giorno Ann si era imbattuta in un paio di ragazzacci che stavano molestando un cagnolino, e ne era nata una zuffa; Jesse era intervenuto, aveva allontanato con risolutezza i giovani criminali, e aveva salvato il cane consegnandolo ad Ann. Ma Sam Wetherell, già in possesso di un possente molosso, non ne voleva sapere di adottare l'animale, così Ann lo aveva affidato a Jesse (che pure aveva dovuto sopportare l'opposizione della moglie), e da allora il cagnolino, battezzato "Brick", era divenuto il miglior amico del fattore.
E ciò a maggior ragione quando, in seguito ad un incidente, Jesse era diventato cieco (e Ann lo aveva soccorso): i due – cane e uomo - erano inseparabili, e il bastardino Brick aveva dimostrato un'intelligenza acuta, riuscendo a fungere da cane-guida per il padrone non vedente.
Kate Falconer, ora – data l'inabilità del marito - responsabile in prima persona della Fox Farm, aveva riallacciato i rapporti con un suo ex, Jack Rickerby – che ella non esita bellamente ad introdurre in casa, sicura che Jesse non avrebbe potuto avvedersi della sua presenza -, mentre nella fattoria dei Falconer entrava a servizio proprio Ann Wetherell in qualità di governante. Mentre Kate e Rickerby sono alla fiera locale, Ann – sempre più mossa da compassione verso le sorti di Jesse, ed ammirando la sua onestà - legge all'uomo il passo di Marco Aurelio.
Quella notte Ann vede dalla finestra Kate e Rickerby, di ritorno dalla fiera, baciarsi davanti alla mansione dei Falconer, nella quale ella attualmente risiede. Nello stesso tempo suo fratello Slim si rifugia da lei dopo un'ennesima lotta col padre Sam, che insegue il figlio fin sotto la porta di Fox Farm. Il cane Brick naturalmente si accorge di tutto quel movimento, e sveglia Jesse. Il mattino dopo quest'ultimo chiede ad Ann che cosa fosse successo la notte prima. La giovane racconta di suo fratello, ma tace di Rickerby. In Jesse nascono i primi sospetti sull'infedeltà della moglie.
Tempo dopo Jesse e Brick passeggiano nei dintorni, quando Sam Wetherell, un po' per celia, sguinzaglia il proprio molosso verso di loro. Il cane Brick viene ucciso dalla famelica bestia. Jesse è affranto. Durante la cerimonia di interramento di Brick, che Jesse attua insieme ad Ann, quest'ultima si lascia sfuggire – in un moto di (finta) ingenuità – il fatto della presenza di Rickerby, quello stesso giorno, a Fox Farm.
Jesse è ora convinto che la moglie lo tradisca. In un colloquio con Kate, che non nega il fatto, Jesse – stoicamente – afferma di voler lasciare Fox Farm in completo possesso di Kate, e rinvia a qualche eventuale consulenza avvocatizia per definire i particolari della questione. Il giorno stesso Jesse fa fagotto e, barcollante dietro al suo bastone da cieco, lascia la fattoria. Ann se ne avvede, e – nonostante l'iniziale parere contrario di lui –, dopo avergli dichiarato il suo attaccamento, lo segue.

## Produzione
Gli interni sono stati girati presso i Beaconsfield Studios, di proprietà del regista Guy Newall e del produttore George Clark.
La pellicola consta di 6 bobine per una lunghezza totale di 1895 metri.

## Distribuzione
Il film, distribuito dalla Stoll Pictures, è uscito nelle sale cinematografiche del Regno Unito nel luglio del 1922.